# Бишоф, Мартина
Марти́на Фи́шер-Би́шоф (нем. Martina Fischer-Bischof; 23 ноября 1957, Берлин) — немецкая гребчиха-байдарочница, выступала за сборную ГДР во второй половине 1970-х годов. Чемпионка летних Олимпийских игр в Москве, четырёхкратная чемпионка мира, победительница регат национального значения.

## Биография
Мартина Фишер родилась 23 ноября 1957 года в Берлине. Активно заниматься греблей начала в раннем детстве, проходила подготовку в столичном спортивном клубе «Берлин-Грюнау». В 1976 году уже стала чемпионкой ГДР, вместе с Марион Рёзингер одержала победу в зачёте двухместных байдарок на дистанции 500 метров.
Первого серьёзного успеха на взрослом международном уровне добилась в 1977 году, когда побывала на чемпионате мира в болгарской Софии, откуда впоследствии привезла награды золотого и серебряного достоинства, выигранные в двойках и четвёрках соответственно. Год спустя на мировом первенстве в югославском Белграде сделала золотой дубль, стала чемпионкой сразу в двух дисциплинах: в двухместных байдарках и четырёхместных.
В 1979 году Фишер вышла замуж за коллегу по сборной Франка-Петера Бишофа и на дальнейших соревнованиях выступала под фамилией мужа. В этом сезоне она выступила на домашнем чемпионате мира в Дуйсбурге, где получила серебро в двойках и золото в четвёрках. Благодаря череде удачных выступлений удостоилась права защищать честь страны на летних Олимпийских играх 1980 года в Москве — вместе с напарницей Карстой Генойс обогнала всех соперниц в полукилометровой гонке и завоевала тем самым золотую олимпийскую медаль.
За выдающиеся спортивные достижения дважды награждена орденом «За заслуги перед Отечеством» (1978, 1980).